# Oudon

Localització d'Oudon

Oudon (en bretó Oudon) és un municipi francès, situat a la regió de país del Loira, al departament de Loira Atlàntic, que històricament va formar part de la Bretanya. L'any 2006 tenia 3.062 habitants. Limita amb Le Cellier, Couffé i Saint-Géréon a Loira Atlàntic, Champtoceaux i Drain a Maine i Loira.

## Demografia
| 1962                                       | 1968  | 1975  | 1982  | 1990  | 1999  |
| ------------------------------------------ | ----- | ----- | ----- | ----- | ----- |
| 1.362                                      | 1.371 | 1.599 | 2.001 | 2.353 | 2.616 |
| Des de 1962: població sense dobles comptes |       |       |       |       |       |

## Administració
| Període | Identitat     | Partit |
| ------- | ------------- | ------ |
| 2001-   | Michel Dupont |        |